# Lisbon (comté de Juneau, Wisconsin)
Pour les articles homonymes, voir Lisbon.
Lisbon est une ville du comté de Juneau dans le Wisconsin.
Sa population était de 1 020 habitants en 2000.